# Crystal Bernard
Pour les articles homonymes, voir Bernard.
Crystal Bernard est une actrice américaine née le 30 septembre 1961 à Garland, au Texas (États-Unis).

## Biographie
Elle est née à Garland au Texas. Son père est le Dr Jerry Wayne Bernard, il était un télévangéliste et voyageait dans tous les États-Unis pour prêcher. Elle devient artiste très jeune, elle chante du gospel avec sa sœur aînée, Robyn Bernard également une actrice. Elle a deux sœurs plus jeunes, Scarlett et Angelique Bernard. Elle étudie le théâtre à "Alley Theatre" à Houston au Texas. Elle étudie au Spring High School et à l'université Baylor, elle étudie le théâtre et les relations internationales,.

## Filmographie
- 1982 : Docteurs in love (Young Doctors in Love) : Julie
- 1984 : Drôle de collège (High School U.S.A.) de Jack Bender (téléfilm) : Anne-Marie Conklin
- 1985 : It's a Living (série TV) : Amy Tompkins
- 1987 : Slumber Party Massacre II (en) : Courtney Bates
- 1989 : Chameleons (TV) : Shelly
- 1990 : Without Her Consent (TV) : Marty
- 1990 : When Will I Be Loved? (TV) : Julie Weston
- 1992 : Lady Against the Odds (TV) : Dol Bonner
- 1993 : Miracle Child (TV) : Lisa Porter
- 1994 : Siringo (TV) : Kaitlin Mullane
- 1994 : Fausse identité (As Good as Dead) (TV) : Susan Warfield
- 1996 : Dying to Be Perfect: The Ellen Hart Pena Story (TV) : Ellen Hart Pena
- 1999 : The Secret Path (TV) : Marie Foley
- 1999 : Les Yeux de la vengeance (A Face to Kill for) (TV) : Allison Bevens
- 1999 : Double trahison (To Love, Honor & Betray) (TV) : Melissa Brennan
- 1999 : Gideon : Jean MacLemore
- 2001 : Jackpot : Cheryl
- 2004 : Un amour de Noël (Single Santa Seeks Mrs. Claus) (TV) : Beth Sawtelle
- 2005 : Un amour de Noël II (Meet the Santas) (TV) : Beth Sawtelle
- 2007 : Welcome to Paradise : Debbie Laramie
- 2008 : Chapitre macabre (Grave Misconduct) (TV) : Julia London